# Chlaenius dusaultii
Chlaenius dusaultii is een keversoort uit de familie van de loopkevers (Carabidae). De wetenschappelijke naam van de soort is voor het eerst geldig gepubliceerd in 1821 door L.Dufour.